# ハンナ・マリー・クレック
ハンナ・マリー・クレック（ドイツ語: Hanna Marie Klek、1995年1月11日 - ）は、ドイツのチェスプレーヤーでウーマングランドマスター (WGM) である。2019年10月よりバーデン＝バーデンのチェス協会であるSchachzentrum Baden-Baden e. V. の経営陣に加わった。

## 受賞歴
- U12優勝 2006年[2]、2007年[3]
- U14優勝 2008年[4]
- U16優勝 2011年[5]
- 2012年 カンヌの Festival des Jeux で WGM-Norm（Norm - タイトル獲得に必要な条件）を獲得[6]
- 2013年 Internationalen Meisters der Frauen (WIM)のNormを獲得[7]
- 2017年10月にWGMの称号が授与された。